# Stazione meteorologica di Alanno
La stazione meteorologica di Alanno è la stazione meteorologica di riferimento per la località di Alanno.

## Coordinate geografiche
La stazione meteorologica si trova nell'area climatica dell'Italia centrale, in cui è compreso l'intero territorio regionale dell'Abruzzo, in provincia di Pescara, nel comune di Alanno, a 295 metri s.l.m. e alle coordinate geografiche 42°18′N 13°58′E.

## Dati climatologici
In base alla media trentennale di riferimento 1961-1990, la temperatura media del mese più freddo, gennaio, si attesta a +6,0 °C; quella del mese più caldo, agosto, è di +24,2 °C .
| ALANNO             | Mesi | Mesi | Mesi | Mesi | Mesi | Mesi | Mesi | Mesi | Mesi | Mesi | Mesi | Mesi | Stagioni | Stagioni | Stagioni | Stagioni | Anno |
| ALANNO             | Gen  | Feb  | Mar  | Apr  | Mag  | Giu  | Lug  | Ago  | Set  | Ott  | Nov  | Dic  | Inv      | Pri      | Est      | Aut      | Anno |
| ------------------ | ---- | ---- | ---- | ---- | ---- | ---- | ---- | ---- | ---- | ---- | ---- | ---- | -------- | -------- | -------- | -------- | ---- |
| T. max. media (°C) | 8,7  | 10,5 | 12,9 | 16,5 | 21,8 | 26,5 | 28,8 | 28,9 | 24,9 | 18,9 | 14,4 | 11,1 | 10,1     | 17,1     | 28,1     | 19,4     | 18,7 |
| T. min. media (°C) | 3,3  | 4,1  | 6,2  | 9,1  | 13,3 | 17,2 | 19,2 | 19,5 | 16,5 | 12,2 | 8,7  | 5,5  | 4,3      | 9,5      | 18,6     | 12,5     | 11,2 |